# بک فیدینگ
بک فیدینگ (انگلیسی: Backfeeding) جریان الکتریکی است که بر خلاف جریان عادی برق به وجود می‌آید.